# Ламберт II Сполетський
Ламберт II, (близько 880 — 15 жовтня 898), король Італії від 891, імператор Священної Римської імперії від 892 р. (співправитель), герцог Сполетський від 894 року. Син Гі III та його дружини Агельтруди.

## Правління
889 року папа Римський Стефан VI коронував Гвідо III королем Італії, а у травні 891 — імператором, передавши королівську корону сину Ламберту II. 892 року в Равенні Гі змусив папу Формоза коронувати Ламберта співімператором.
Папа вирішив позбавити Гі вказаних титулів, підтримавши прагнення герцога Каринтійського Арнульфа. У 893 році Формоз запросив Арнульфа прибути до Павії, щоб змістити Гі та самому коронуватись. Натомість, Арнульф послав свого сина Цвентібольда з військом для приєднання до армії маркграфа Фріульського Беренгара. Однак, Гі підкупив Цвентібольда і Беренгара. Лише наступного року вони все-таки перемогли Гі та заволоділи Павією та Міланом. Невдовзі Гі несподівано помер.
Оскільки Ламберт був неповнолітнім, його мати Агельтруда виконувала обов'язки регента. Був убитий або помер внаслідок падіння з коня.